# Star Wars Jedi Knight II: Jedi Outcast
Star Wars Jedi Knight II: Jedi Outcast es la secuela del videojuego Jedi Knight: Dark Forces II. Fue desarrollado por la compañía Raven Software y distribuido en 2002 por LucasArts en Norteamérica y Activision en el resto del mundo. Basado en el motor de Quake III, existen versiones para las plataformas Microsoft Windows, Apple Macintosh, GameCube, Switch y Xbox.

## Argumento

### Prólogo
El juego comienza con la nueva misión del ahora mercenario neorrepublicano Kyle Katarn. Éste parecía haber encontrado su camino como Jedi en Jedi Knight: Dark Forces II, pero durante su debut como Maestro de Mara Jade (Jedi Knight: Mysteries of the Sith) fue a investigar un templo Sith y, tras caer en el Lado Oscuro, tuvo que ser rescatado por su aprendiz. A pesar de pasar unas semanas en la Academia Jedi de Yavin 4 del Maestro Luke Skywalker y construir un nuevo sable, Katarn decidió que era demasiado peligroso seguir el camino Jedi por el peligro de caer nuevamente en el Lado Oscuro, por lo que dejó su sable láser en manos de Skywalker para volver con su compañera Jan Ors. Desde entonces, Katarn se desarrolla como mercenario a sueldo para misiones especiales de alto riesgo de la Nueva República.

### El juego
Kyle Katarn ha abandonado su rango de Jedi. Al parecer, el Resto Imperial, los remanentes del Imperio Galáctico, tiene operaciones en mundos de la Nueva República y planea algo en el Valle del Jedi de Ruusan.
Junto a su compañera Jan Ors, se infiltran en las instalaciones del planeta Kejim, donde descubren que científicos imperiales, al mando del almirante Galak Fyyar, están experimentando con cristales muy parecidos a los que hay al interior de un sable de luz de los Jedi. Al reunirse con Mon Mothma, esta les dice que el Resto realizaba experimentos de infusión artificial de la Fuerza en seres vivos, incluido a colonos del planeta Artus Prime, donde se les encerraban y se extraían los minerales de los cristales encontrados en Kejim. 
Kyle y Jan viajan a Artus Prime y liberan a los prisioneros. Pero cuando son evacuados, Jan es capturada por un Jedi oscuro llamado Desann y su aprendiz Tavion. Kyle trata de detenerlo, pero es fácilmente derrotado. Desann lo deja vivo, ya que según él, no valía el esfuerzo para matar un adversario poco digno. No obstante, ordena a Tavion ejecutar a Jan. Enfurecido, Kyle viaja a Ruusan para conseguir la energía del Valle, sin saber que era seguido por Desann.
Kyle viaja a la Academia Jedi de Yavin 4, donde se encuentra con el maestro Luke Skywalker, quien revela que Desann fue un antiguo alumno de la Academia que  se rebeló y asesinó un estudiante por considerarlo débil, tras lo cual desapareció. Luke le da la posibilidad a Kyle de recuperar sus habilidades de la Fuerza y su sable. Una vez conseguido, Kyle se propone viajar a Nar Shaddaa, donde Desann habría tenido contacto con un sicario llamado Reelo Baruk. Pero antes de partir, Luke le advierte que si no se libera de su ira, esta terminará por destruirlo. 
Kyle llega a Nar Shadda, donde se enfrenta a los sicarios de Reelo. Luego de infiltrarse a los depósitos de basura, rescata a Lando Calrissian, quien estaba prisionero cuando él investigaba el contrabando de Reelo infiltrado en Bespin. Kyle y Lando escapan de Nar Shadda y van a Bespin. Allí Kyle tiene el primer contacto con unos misteriosos usuarios de la Fuerza que blandían sables de luz rojos. Después de enfrentar tanto a soldados imperiales como a sicarios de Reelo, Kyle se encuentra con Tavion, quien le revela que Desann lo siguió hasta el Valle del Jedi para absorber el poder de la Fuerza y a todos quienes lo seguían a su causa. Luego de un duro enfrentamiento, Kyle somete a Tavion. Le perdona la vida cuando ella le confiesa que Jan sigue viva en una estación imperial ubicada en el cinturón de asteroides de Lénico, en la nave de Desann.
Usando un trasporte imperial, Kyle se dirige a la estación en Lénico y allí se encuentra con Luke, quien le informa que Desann lo había seguido al Valle y ha introducido la Fuerza en personas comunes, creando así a los Renacidos, capaces de luchar como Jedis. Luego de colaborar juntos frente a un ataque imperial y a un grupo de renacidos, Kyle le informa a Luke que Desann está colaborando con Galak Fyyar utilizando a los sicarios de Reelo para transportar un mineral llamado "cortosis" desde Bespin. Luke le advierte que dicho mineral tiene la capacidad de resistir los impactos de un sable de luz. Después se separa, advirtiéndole que no se enfrente a Desann solo, ya que con el poder absorbido del Valle se ha vuelto más poderoso. Luego de sortear a los imperiales y a un grupo de renacidos, algunos equipados con trajes de cortosis, Kyle llega a la nave de Desann, la Aniquiladora. Logra ponerse en contacto con el Escuadrón Pícaro para atacar la nave y evitar que llegara a su destino. Durante el ataque, Kyle rescata a Jan y descubren que el objetivo de Desann es la Academia Jedi en Yavin 4. Kyle logra desactivar los escudos de la nave y se enfrenta al almirante Fyyar, equipado con una armadura de cortosis. Con mucha dificultad, derrota al almirante y logra escapar de la Aniquiladora junto con Jan justo antes que la nave fuera destruida. 
Cuando aterrizan en Yavin 4, Jan se une a la flota de la Nueva República. Por su parte, Kyle se dirige hasta la Academia, donde los Jedis se enfrentan a los Renacidos. Después de batirse con varios de ellos en el camino, persigue a Desann hasta un templo en ruinas. Luego de un intenso duelo, Kyle acaba con Desann. Los Renacidos y el Resto Imperial son derrotados, y Luke le ofrece a Kyle la oportunidad de unirse como maestro a la Academia Jedi, a lo cual este responde que lo pensará.

## Multijugador
Existen 6 modos de multijugador:
- Free For All: FFA "Todos contra Todos". El jugador se enfrenta a los demás jugadores.
- Capture the flag: CTF "Captura La Bandera". Dos equipos luchan por apropiarse de la bandera del enemigo.
- Team FFA: TFFA "Equipo Contra Equipo". Los Dos equipos se enfrentan cara a cara para pelear.
- Holocron: HOLO "Búsqueda de la Fuerza". Las habilidades de la fuerza están distribuidas por todo el nivel. Cuando un jedi muere deja su poder. Con más poderes de la fuerza más probabilidades de ganar.
- Capture The Ysalamire: CTY "Captura del Ysalamaire". Cada Jedi gana puntos cuanto más tiempo lo posea. El problema es que el Ysalamire niega las habilidades de la fuerza a quien lo posea.
- Jedi Master: "JM". Hay un único Maestro Jedi ytodos deben intentar derrotarlo. Quien acabe con él pasara a ser Maestro Jedi.

## Cameos de personajes y lugares
- Kyle Katarn
- Jan Ors
- Luke Skywalker
- Lando Calrissian
- Coruscant
- Valle del Jedi de Ruusan
- Nar Shaddaa
- Yavin 4
- Ciudad Nube de Bespin
- Nueva República
- Imperio Galáctico